# Le Destin de Bruno
 (mars 2021).
Si vous disposez d'ouvrages ou d'articles de référence ou si vous connaissez des sites web de qualité traitant du thème abordé ici, merci de compléter l'article en donnant les références utiles à sa vérifiabilité et en les liant à la section « Notes et références ».
Le Destin de Lisa
Le Destin de Bruno (Verliebt in Berlin) est la seconde saison de la série télévisée allemande Le Destin de Lisa et comporte 280 épisodes (épisodes 366 à 645), diffusés entre septembre 2006 et le 12 octobre 2007 sur Sat.1.
En Suisse, la série a été diffusée à partir du 4 février 2008 sur TSR ; en Belgique à partir du 24 mars 2008 sur RTL-TVi ; en France à partir du 31 mars 2008 sur TF1 et rediffusée à partir de juillet 2011 sur NT1, et au Québec à partir du 19 septembre 2008 sur Séries+ dans un format d'une heure.

## Synopsis
Cette saison est centrée sur Bruno, le demi-frère de Lisa venu à Berlin pour rencontrer son père biologique (Bernard Plenske). Bruno sera embauché à Kerima Moda comme l'assistant de Hugo Haas dans son atelier, mais il convoite le poste d'assistant de Sophie, devenue la gérante principale de la société après le départ de Lisa et David. Bruno tombe amoureux de Nora, une apprentie styliste, qui remplace Anna dans l'atelier de Hugo. L'amour que Bruno porte à Nora, déjà mariée qui plus est, ne semble pas fait pour aboutir et entraîne des bouleversements. Mais Nora est-elle bien la femme faite pour Bruno ? Le retour d'Anna Refrath chez Kerima risque bien de remettre certaines choses en question…

## Distribution

### Acteurs principaux
- Tim Sander (VF : Taric Mehani) : Bruno Lehmann
- Laura Osswald (VF : Chloé Berthier) : Anna Refrath Lehmann (Hannah Refrath en VO) (épisodes 84 à 280)
- Alexandra Neldel (VF : Adeline Moreau) : Elisabeth Maria « Lisa » Plenske Seidel (épisodes 154 à 169)
- Julia Malik (VF : Hélène Bizot) : Nora Amendola Lindbergh (épisodes 1 à 83)
- Lara-Isabelle Rentinck (VF : Karine Foviau) : Kimberly Frederike « Kim » Seidel
- Ulrike Mai (VF : Ivana Coppola) : Katia Plenske (Helga Plenske en VO)
- Volker Herold (VF : Paul Borne) : Bernard Plenske (Bernd Plenske en VO)
- Wilhelm Manske (VF : Igor De Savitch) : Frédéric Seidel (Friedrich Seidel en VO)
- Olivia Pascal (VF : Maité Monceau) : Laura Seidel
- Gabrielle Scharnitzky (VF : Françoise Vallon) : Sophie von Brahmberg
- Oliver Bokern (VF : Thomas Roditi) : Julien Decker (Jürgen Decker en VO)
- Georgea Regout (créditée sous le nom Hubertus Regout) (VF : Éric Legrand) : Hugo Haas
- Alexandra Seefisch (de) (VF : Véronique Picciotto) : Doreen Lindbergh Vogel (épisodes 7 à 280)
- Thorsten Feller (de) (VF : Alexis Victor) : Paolo Amendola (épisodes 11 à 280)
- Matthias Gall (VF : Vincent Ropion) : Stan Lindbergh (Sven Lindbergh en VO) (épisodes 29 à 280)
- Anja Thiemann (de) (VF : Caroline Bourg) : Theresa Maria Funke (épisodes 37 à 280)
- Susanne Szell (VF : Mélody Dubos) : Laurence Hetzer (Lotte Hetzer en VO) (épisodes 39 à 280)
- Daniel Roesner (VF : Nicolas Beaucaire) : Louis Rothenburg (Luis Rothenburg en VO) (épisodes 54 à 280)
- Björn Harras (de) (VF : Alexandre Nguyen) : Tobias Refrath (épisodes 175 à 280)
- Susanne Szell (VF : Mélody Dubos) : Agnes Hetzer (épisodes 33 à 40)
- Alexander Sternberg (VF : Eric Aubrahn) : Maximilian « Max » Petersen (épisodes 1 à 28)
- Matthias Dietrich (VF : Paolo Domingo) : Thibaut Pietsch (Timo Pietsch en VO) (épisodes 1 à 19)
- Bärbel Schleker (VF : Nathalie Bleynie) : Yvonne Cindy-Renate Kuballa Petersen (épisodes 1 à 28)

### Acteurs secondaires
- Lilly Anders (VF : Cécile Marmotat) : Ariane Sommerstädt
- Claudia Weiske (VF : Céline Rotard) : Gabriele Eckamp
- Gabriele Metzger (VF : Brigitte Virtudes) : Traudl Decker (épisodes 1 à 169)
- Thomas Hinrich (VF : Gilles Brissac) : Kurt Decker (épisodes 1 à 202)
- Jean-Marc Birkholz (VF : Jérôme Pauwels) : Marc Trojan
- Nora Düding (de) (VF : Véronique Desmadryl) : Angelina Martens (épisodes 1 à 40)
- Dieter Bach (VF : David Krüger) : Johannes Fuchs (épisodes 1 à 157)
- Peter Raffalt (VF : Pierre-François Pistorio) : Martin König (épisodes 21 à 41)
- Katharina Koschny (VF : Élisabeth Wiener) : Doris Lehmann (épisodes 8 à 280)
- Kristina van Eyck (de) (VF : Frédérique Tirmont) : Carlotta Amendola (épisodes 47 à 59, 275 à 280)
- Roberto Guerra : Roberto Donatelli (épisodes 113 à 169) puis Giorgio Donatelli (épisodes 261 à 280)
- Axel Scholtz : Herbert Pöhnke (épisodes 125 à 271)
- Maike Jüttendonk : Judith Haake (épisodes 133 à 181)
- Yvonne Hornack (VF : Isabelle Ganz) : Peggy Refrath (épisodes 150 à 280)
- David C. Bunners (de) (VF : Nicolas Marié) : Maurice Maria Ming (épisodes 169 à 222)
- Mirjam Heimann (de) (VF : Stéphanie Lafforgue) : Susanne « Susi » Breuer (épisodes 191 à 280)
- Dirk Schoedon (de) (VF : Lionel Tua) : René Refrath (épisodes 197 à 280)
- Igor Jeftić (de) (VF : Arnaud Arbessier) : Jan Rothenburg (épisodes 219 à 273)
- Claudio Maniscalco : Luigi (épisodes 275 à 278)

 Source et légende : version française (VF) sur RS Doublage

## Personnages
- Bruno Lehmann : Arrivé à Berlin pendant le voyage de noces de Lisa, Bruno s'avère être le demi-frère de celle-ci, venu à la rencontre de son père biologique, Bernard. Bien qu'il soit l'opposé de sa demi-sœur, Bruno réussit à se faire engager chez Kerima et sème la catastrophe sur son passage, commettant sans cesse les pires maladresses.

- Anna Refrath Lehmann (épisode 84 à 280) : Elle était partie à Milan pour lancer sa carrière de styliste. À l'occasion des fêtes, elle rend visite à ses proches. Elle tombe alors sous le charme de Bruno Lehmann. Elle repart après Noël mais revient très vite pour remplacer Nora Lindbergh chez Kerima à la demande d'Hugo Haas, dont elle deviendra l'associée. Amoureuse de Bruno en cachette, elle finit par le lui avouer. Ce dernier réagit plutôt bien mais reste avec Kim Seidel. Il lui faudra du temps pour se rendre compte qu'Anna est la femme de sa vie.

- Nora Lindbergh (épisode 1 à 83) : Nora Lindbergh vient de Milan. Elle débarque à Berlin en même temps que Bruno, qui lui causera bon nombre de problèmes qui l'empêcheront d'être embauchée lors de son premier entretien avec Hugo Haas pour la place de styliste junior. Bien qu'elle ne s'entende généralement pas avec Bruno, ils sont l'un comme l'autre très créatifs. Nora est mariée à Stan Lindbergh et se méfie beaucoup du comportement de son frère, Paolo Amendola. Nora Lindbergh refuse strictement de parler de ses sentiments car elle cache des secrets qu'elle n'a jamais dévoilés à personne...

- Bernard Plenske : Âgé de 47 ans, Bernard habite Göberitz, un village modeste dans la banlieue de Berlin avec sa femme, Katia. Il est le père de Lisa, à qui il a transmis ses valeurs d'honnêteté et de fidélité. Après avoir perdu son emploi dans le secteur de la construction, il est engagé comme gardien et jardinier de la famille Seidel, grâce à l'aide de sa fille et de son gendre. Alors qu'il rêve de reprendre une vie tranquille, un nouveau choc vient s'ajouter aux nombreux bouleversements récents : l'arrivée de Bruno.

- Katia Plenske : Mère de Lisa et épouse de Bernard, Katia est une femme intelligente, à qui la vie a enseigné la méfiance. Elle se souvient des efforts qu'elle a dû fournir pour bâtir sa vie et son bonheur et ne compte pas y renoncer, quelles que soient les turbulences rencontrées en route! Elle préfèrera donc retrousser ses manches et faire face à l'arrivée-surprise de Bruno, pour en tirer avantage, plutôt que de se laisser abattre.

- Sophie Von Brahmberg : Ex-mannequin et riche veuve de Claude Von Brahmberg, l'associé de Frédéric Seidel, Sophie est choisie comme nouvelle dirigeante de Kerima Moda et a pour projet de la faire fusionner avec une maison de couture appartenant à Paolo Amendola. C'est une femme très rusée, assoiffée de pouvoir et de vengeance, et qui ne recule devant rien comme son fils Richard. Vers les épisodes 520, lorsque Lisa Plenske rentre temporairement à Berlin, elle tente de lui faire retirer ses fonctions par tous les moyens.

- Kim Seidel : Fille choyée de Frédéric Seidel, l'un des fondateurs de Kerima Moda, Kim y fait un stage après avoir été renvoyée du collège où elle étudiait. À la fois aidée et manipulée par Sophie Von Brahmberg, elle sera un personnage clé de Kerima Moda. Bruno tombe amoureux d'elle, mais elle le méprise.

- Laura Seidel : Styliste réputée dans le milieu de la mode, Laura est la mère de David et de Kim et l'ex-épouse de Frédéric Seidel. Ayant fait passer sa carrière avant sa famille, elle cherche à présent à choyer sa fille à outrance, pour se rattraper.

- Hugo Haas : Réputé autant pour son talent que pour son hypersensibilité, Hugo est le styliste officiel de Kerima Moda. Impérieux envers ses collègues quand vient le temps de servir l'art et la beauté, il est néanmoins capable de se montrer sympathique et attachant. Il est le meilleur ami et confident de Laura Seidel.

- Lisa Plenske Seidel (épisodes 154 à 169) : Lisa est partie en voyage de noces avec David sur le voilier de ce dernier. Cependant, elle rend visite à sa famille et à ses amis durant seize épisodes de cette deuxième saison. Elle aide Bruno et Anna à lancer leurs projets et se confronte à Sophie et à Paolo, ce qui mettra sa vie en danger. Elle apprend qu'elle est enceinte. Toujours aussi intuitive, elle comprend rapidement qu'Anna est amoureuse de Bruno et essaye de provoquer le destin entre eux. Lisa repart de Berlin heureuse, après avoir encouragé une dernière fois Anna à dévoiler ses sentiments. Elle n'est pas présente au mariage de Bruno et Anna.

## Commentaires

### Audiences françaises
En France, les audiences du Destin de Bruno ont été moins bonnes que celles du Destin de Lisa. Au mois de mai, TF1 annonçait que faute d’audience, il n’y aurait plus de rediffusions le matin et plus qu’un seul épisode par jour. Le 30 juin, la série cédait sa place à la rediffusion de Méthode Zoé. La série fut de nouveau diffusée à partir du 3 octobre 2009 uniquement pour quatre semaines. Depuis plus rien.
Après avoir diffusé Le Destin de Lisa, la chaîne NT1 diffuse cette saison 2 avec quatre épisodes par jour, mais une fois de plus la diffusion va s'arrêter, laissant place au feuilleton Seconde Chance à partir du 17 août 2011. Actuellement, la série est de nouveau diffusée sur NT1, à raison de trois épisodes par jour, le premier épisode étant chaque fois la rediffusion du 3e de la veille[Quand ?].

### Génériques
La chanson du générique d’ouverture est Cours, interprétée par Carlospop.
Durant cette deuxième saison trois génériques sont présents : l'un avec Bruno seul, l'autre avec Bruno et Anna et enfin un avec Bruno, Lisa et Anna uniquement durant la présence exceptionnelle d'Alexandra Neldel.

### À propos de Lisa Plenske Seidel
Lisa Plenske, le personnage principal de la première saison (Le Destin de Lisa) est en voyage de noces sur le voilier de David durant la deuxième saison. Cependant, les fans étant très mécontents que Lisa ne soit pas présente dans cette saison, les auteurs ont décidé de lui faire signer un contrat pour seize épisodes.

### Fin de saison: mariages
- À la fin de la saison 1 (épisode 365) : mariage de Lisa Plenske et David Seidel (Un autre épisode final existe dans lequel Lisa épouse Renaud Kowalski. Ce sont les téléspectateurs qui ont choisi la fin).

- À la fin de la saison 2 (épisode 645) : mariage de Anna Refrath et Bruno Lehmann Plenske.